# CASA Arena Horsens
El CASA Arena Horsens originalmente llamado Forum Horsens Stadion, es un estadio de fútbol situado en la ciudad de Horsens, Dinamarca. El estadio inaugurado en 1929 fue completamente reconstruido y reinaugurado en 2009, posee una capacidad de 10 400 asientos, y es propiedad del AC Horsens club que disputa la Superliga danesa.
El estadio también es utilizado como recinto de conciertos. Paul McCartney con su gira '04 Summer Tour en 2004, Los Rolling Stones se presentaron el 29 de marzo de 2005, la banda de pop vocal irlandesa Westlife celebró un concierto para su gira The No 1's, El concierto de Madonna de su gira Confessions Tour en 2006 se convirtió en el concierto más grande en la historia de Horsens con 85 232 fanáticos presentes. Recientes conciertos en el terreno han incluido AC/DC en 2010 en el Black Ice World Tour, U2 en 2010 en el U2 360° Tour, en 2011 Bon Jovi como parte de la etapa europea de The Circle Tour y One Direction el 16 de junio de 2015 durante su gira On the Road Again Tour.

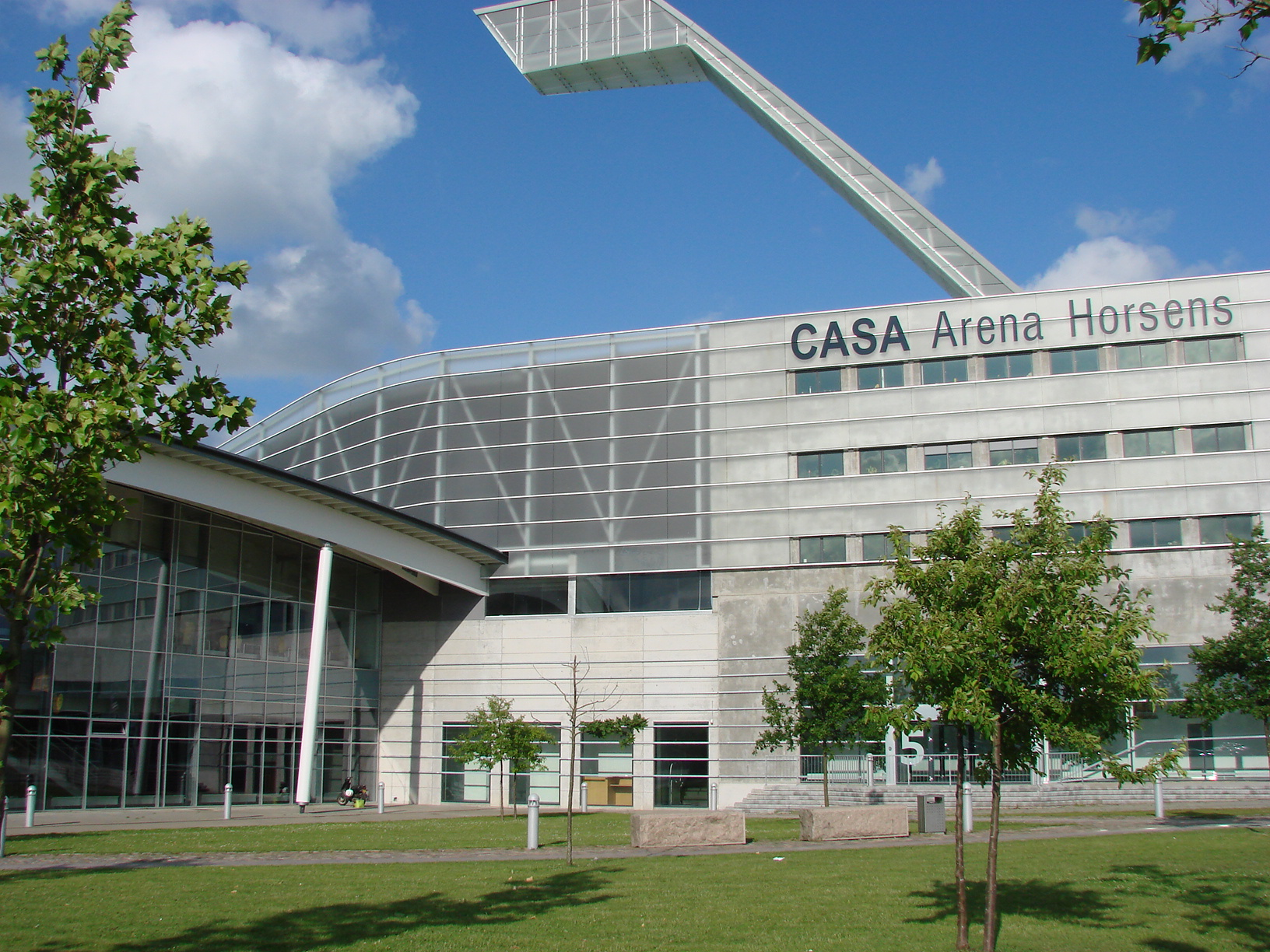
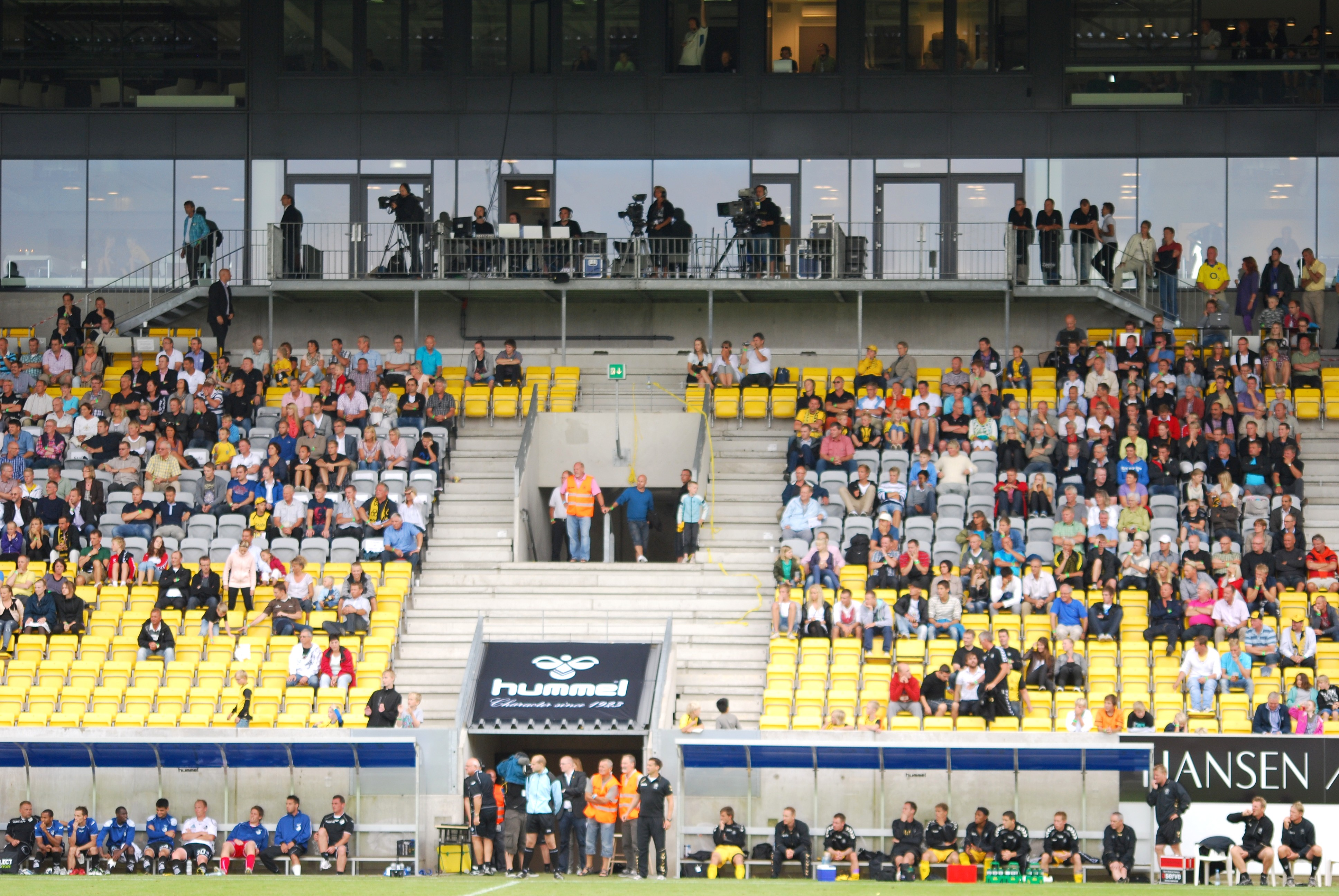